# 혼다 마사야
혼다 마사야(일본어: 本田 将也, 1973년 11월 20일 ~ )는 일본의 전 축구 선수이다.

## 구단 경력
1996년 J1리그의 교토 퍼플 상가에 입단했다. 1999년까지 33경기에 출전, 1999년후 현역 은퇴.